# Вареха
Вареха — река в России, протекает по Меленковскому району Владимирской области. Устье реки находится в 67 км от устья Унжи по левому берегу. Длина реки составляет 11 км.
Исток реки находится у села Синжаны в 20 км к северо-западу от города Меленки. Река течёт на восток, протекает Синжаны и восточнее села впадает в Унжу.

## Данные водного реестра
По данным государственного водного реестра России относится к Окскому бассейновому округу, водохозяйственный участок реки — Ока от впадения реки Мокша до впадения реки Тёша, речной подбассейн реки — бассейны притоков Оки от Мокши до впадения в Волгу. Речной бассейн реки — Ока.
Код объекта в государственном водном реестре — 09010300112110000030138.